# Nate Dogg (album)
Nate Dogg – trzeci studyjny album Nate Dogga, wydany w 2003 roku.

## Lista utworów
1. „I Need A Bitch” (feat. Armed Robbery)
2. „Bad Girls” (feat. Redman)
3. „Get Up” (feat. Eve)
4. „Keep It Real” (feat. Fabolous, Lil' Mo, Icarus)
5. „Leave Her Alone” (feat. Memphis Bleek, Freeway, Young Chris)
6. „Hide It” (feat. Armed Robbery)
7. „Round And Round”
8. „Gott Damn Shame” (feat. Timbaland, Ms. Jade)
9. „There She Goes” (feat. Warren G, DJ Quik)
10. „Somebody Like Me”
11. „Interlude 1” (skit)
12. „I Got Game” (feat. Snoop Dogg, Armed Robbery)
13. „All Night Long”
14. „Next Boyfriend” (feat. Knoc-turn’al)
15. „The Hard Way” (feat. Xzibit, Armed Robbey)
16. „Interlude 2" (skit)
17. „Right Back Where You Are”